# Upgrades (Stargate SG-1)
Upgrades (El Nuevo Poder en Latinoamérica, Transformaciones en España) es el tercer episodio de la cuarta temporada de la serie de televisión de ciencia ficción Stargate SG-1, y el sexagésimo noveno capítulo de toda la serie. 

## Trama
Anise/Freya, una miembro de los Tok'ra, llega al SGC, buscando voluntarios para un experimento con unos brazaletes alienígenos que se creen pueden mejoras todas las capacidades del individuo. Al parecer como no funciona con Tok'ra o Jaffa debido a la presencia del simbionte, Freya pide al resto del SG-1 que participen. Primero colocan un brazalete a O'Neill y luego a Carter y Daniel. En poco tiempo sus capacidades tales como fuerza, velocidad, agilidad, entre otras, aumentan. El metabolismo de sus cuerpos también sube, y para mantenerlo los 3 comienzan a comer más. No obstante, mientras el dispositivo les da energía, disminuye cada vez más su capacidad de tomar decisiones racionales. Esto conduce a los 3 a tomar acciones impetuosas, tales como violar la orden de no salir de la base para ir a un restaurante a comer filetes de carne, y luego iniciar una riña en el local. 
Pronto, Anise informa a Hammond que Apophis está construyendo un nuevo tipo de nave, y que el alto consejo Tok'ra desea que el SG-1 “mejorado” la destruya. Hammond sin embargo no autoriza al equipo para ir misión, debido a su condición tanto mental como física, ya que según Fraiser sus cuerpos están llegando al límite y podrían morir. Aun así, más adelante el SG-1 decide que pueden llevar a cabo la misión, y sin autorización van al planeta Goa'uld. A gran velocidad derriban a todos los guardias Jaffa alrededor del portal, y entran luego a la nave en construcción, donde atraviesan los escudos del núcleo corriendo muy rápido e instalan los explosivos.
No obstante, cuando intentan irse, el brazalete de Daniel se suelta. Afortunadamente Teal'c llega y lo saca. O'Neill y Carter los siguen, pero en ese momento el brazalete de Carter también se desprende y no puede atravesar el escudo. O'Neill intenta ir por ella, pero su dispositivo también se desactiva. A pesar de que se acercan Jaffas, Jack se niega a abandonar a Samantha y hace todo lo posible para desactivar el escudo. Justo cuando los guardias llegan, los explosivos detonan y los escudos caen, permitiendo a los 2 huir. Se reúnen con Daniel y Teal'c, y vuelven al SGC donde O'Neill se apresura en decir que él "ya estaba retirado" y dirigiéndose a Hammond "usted me quería de vuelta", a lo que Hammond les dice que encontrarse bajo influencia de un aparato alienígena es una defensa sólida. Todos se disculpan menos Teal'c que al sentir las miradas de su equipo hace notar que no necesita disculparse por nada, lo que es ratificado por Hammond que les comunica que "Teal'c estaba siguiendo órdenes".

## Artistas invitados
- Vanessa Angel como Anise/Freya.
- Teryl Rothery como la Dra. Fraiser.
- Dan Shea como el Sargento Siler.